# Adolf Eichmann
Otto Adolf Eichmann (Solingen, 19 de març de 1906 - Ramla, 31 de maig de 1962) fou un militar alemany, tinent coronel de les SS (Obersturmbannführer). Fou el responsable directe de la solució final principalment a Polònia i els transports de deportats als camps de concentració alemanys durant la Segona Guerra Mundial. Va ser l'encarregat de l'organització de la logística de transports de l'Holocaust.
Home tenaç en el compliment del deure, era una persona molt donada a complir les estadístiques que se li exigien, i els jueus eren per a ell "estadístiques", encara que, segons les seves declaracions en el judici que se li va fer pels seus crims de guerra el 1960 a Israel, no era un antisemita fanàtic, de fet, com molts altres alemanys, es trobava emparentat d'alguna manera amb jueus.
Al final de la seva vida es va defensar afirmant que la seva participació en l'Holocaust es va limitar a ser un simple executor d'ordres superiors i no un Heydrich o un Himmler. No obstant això, la veritat és que va entrar en conflicte amb aquests en nombroses ocasions a causa de l'excessiu zel que va posar en la idea de la "solució del problema jueu", anant fins i tot més enllà de les ordres rebudes, ja que, quan a la fi de la guerra el seu superior Himmler va decidir acabar els assassinats massius de jueus, Eichmann va continuar donant les ordres pertinents perquè es continuessin executant.
Abans de 1939, quan Alemanya considerava la possibilitat d'expulsar els jueus, Eichmann va ser un dels principals interlocutors nazis del moviment sionista, el qual va estudiar la possibilitat de facilitar l'emigració jueva a Palestina. En la mateixa línia, va ser una de les persones que van pensar en la viabilitat de crear un estat jueu a l'Est d'Europa.
El 1939 s'optà per la deportació massiva dels jueus alemanys a guetos habilitats a Polònia i el 1942 se celebrà la Conferència de Wannsee organitzada per Heydrich, en la qual es llançà definitivament l'anomenada Solució final. Eichmann, que participava a la conferència, va quedar encarregat de la logística de les deportacions cap als camps d'extermini, dins l'Operació Reinhard. Fou l'artífex de la creació dels Judenräte, o consells jueus, que col·laboraven en les deportacions facilitant la identificació dels habitants dels guetos. Això es feia confeccionant la llista de persones a deportar, inventariant-ne els béns, etc.
El 1945, després de la caiguda del règim nazi, Eichmann fugí a l'Argentina per mitjà de l'organització ODESSA, amb un passaport lliurat per la delegació de Gènova del Comitè Internacional de la Creu Roja l'1 de juny de 1950, que el reconeixia com a Riccardo Klement, natural del Tirol del Sud, Itàlia, i de condició apàtrida. Amb aquest passaport va rebre el permís d'immigració atorgat pel consolat General de la República Argentina a Gènova. Sota la falsa identitat de "Ricardo Klement" va viure a Buenos Aires una vida absolutament normal amb la seva família. No obstant això, el 1957 fou descobert pel Mossad, els serveis secrets de l'estat d'Israel, que trigaren dos anys a determinar la identitat del nazi, que treballava de mecànic en una fàbrica.
L'1 de maig de 1960 un grup de Nokmin (venjadors) de l'espionatge israelià iniciaren l'«Operació Garibaldi» (batejada així pel nom del carrer on vivia Eichmann). Aquest equip, dirigit per Rafael Eitan i coordinat per Peter Malkin, especialista en segrestos, va endegar una vigilància que duraria gairebé dues setmanes. L'11 de maig de 1960 el segrestaren en ple carrer quan Eichmann arribava de la feina i l'enviaren a Israel, on arribà set dies més tard. Va ser sotmès a un polèmic i llarg judici que acabà el 15 de desembre de 1961 i en el qual fou condemnat a morir a la forca per crims contra la humanitat, sentència que es va executar l'1 de juny de 1962.

## Infància i joventut
Eichmann era el fill gran d'una família de cinc germans que es van traslladar de Solingen (Alemanya) a Linz, en el llavors Imperi Austrohongarès perquè son pare havia trobat feina en una fàbrica d'aquesta ciutat. Durant la infància va morir sa mare i el pare es va tornar a casar. Durant l'adolescència va fer l'educació bàsica i mitjana a la Realschule on va conèixer un company, de nom Salomó, que el convidava a dinar a casa, ja que en la seva hi mancava la unió, l'afecte propis d'un nucli familiar. A casa de la família d'aquell amic va aprendre a parlar el jiddisch. Eichmann era considerat un estranger a Àustria i no va poder trobar feina, no obstant això, els seus germans menors eren considerats austríacs, ja que sí que van néixer en aquest país. El pare d'Eichmann tenia entre les seves amistats Ernst Kaltenbrunner, dirigent nazi d'origen austríac. Kaltenbrunner va afavorir l'ingrés d'Eichmann al NSDAP austríac.
Amb un interès i fervor frenètics envers la doctrina d'Adolf Hitler, l'1 d'abril de 1932 es va afiliar al NSDAP austríac amb el número d'afiliat 899.895, i el mateix dia es va enrolar en les Schutzstaffel amb el número 45.325; fou transferit a Berlín l'1 d'octubre de 1934, a l'anomenada secció de jueus II 112 del Servei de Seguretat (SD).
El 21 març 1935, Eichmann es va casar amb Veronika Liebl (1909-1997), amb qui va tenir cinc fills: Klaus Eichmann, Horst Adolf Eichmann, Dieter Helmut Eichmann, Ricardo Francisco Eichmann i el menor, principal causant que l'acabessin capturant, Nicolás Eichmann. Aquests darrers tenen nom castellà perquè van néixer quan Eichmann ja residia a l'Argentina, acabada la Segona Guerra Mundial.

## Responsabilitat en l'Holocaust

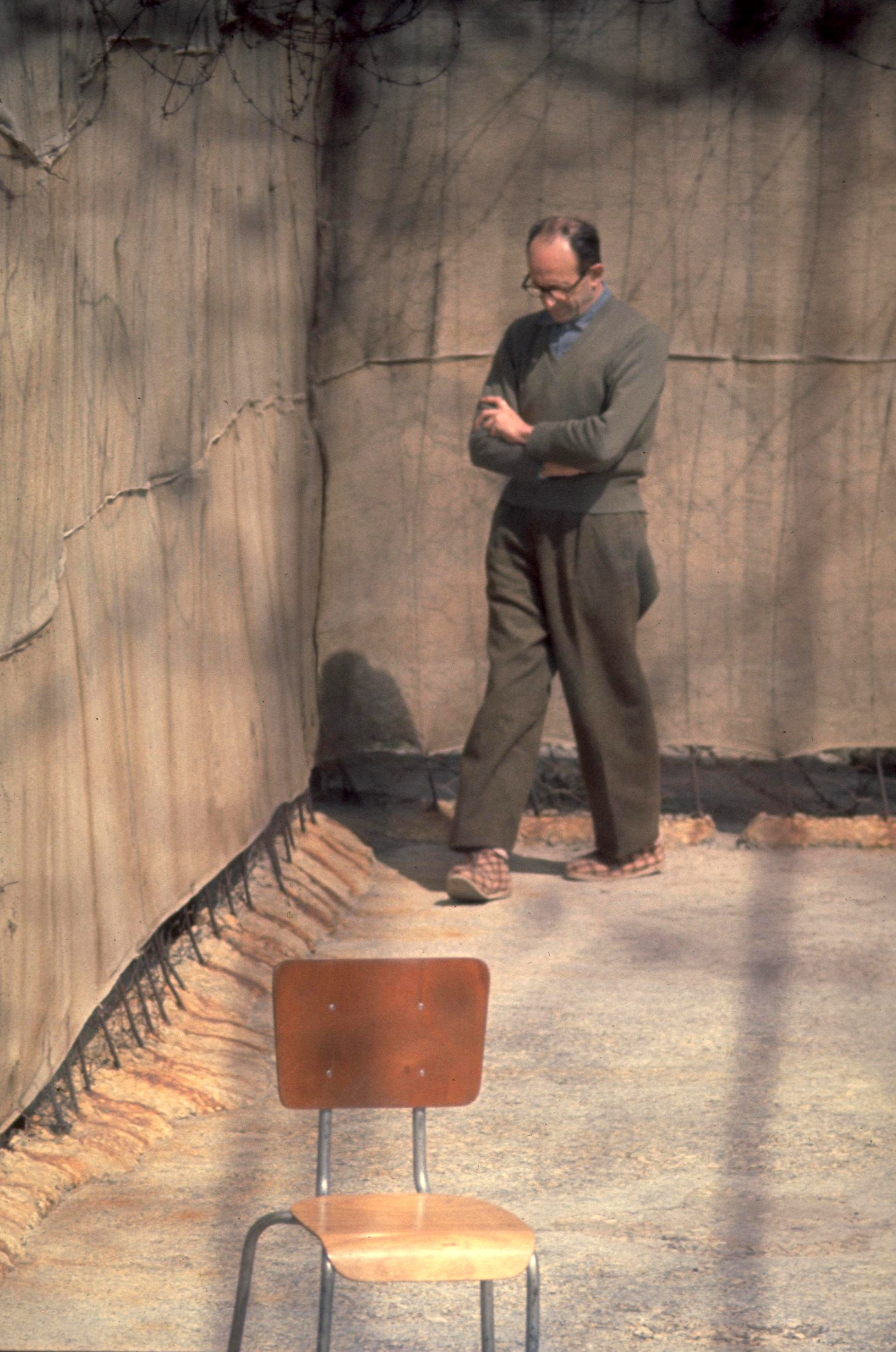
Adolf Eichmann el 1961 a la presó isrlaeliana d'Ayalon, a Ramla.

Va ser l'encarregat de l'organització de la logística de transports en l'Holocaust. Era tenaç en el compliment del deure i una persona molt donada a complir les estadístiques que se li exigien: els jueus eren per a ell "estadístiques"; encara que, segons les seves declaracions en el judici que se li va fer pels seus crims de guerra, el 1960 a Israel, no era un antisemita fanàtic. De fet, com molts alemanys, estava emparentat d'alguna manera amb jueus.
Al judici es va defensar argüint que la seva participació en l'Holocaust es va limitar a ser un simple executor d'ordres de superiors, i que no era pas una figura de la talla de Reinhard Heydrich o Heinrich Himmler. No obstant això, la veritat és que va entrar en conflicte amb aquests en nombroses ocasions a causa de l'excessiu zel que va posar en la idea de la «solució del problema jueu», anant fins i tot més enllà de les ordres rebudes, ja que, quan a la darreria la Segona Guerra Mundial Himmler va decidir acabar amb els assassinats massius de jueus, Eichmann va continuar donant les ordres pertinents perquè es continuessin fent.
Abans de 1939, quan Alemanya considerava la possibilitat d'expulsar els jueus en lloc d'exterminar-los, Eichmann va ser un dels principals interlocutors nazis amb el moviment sionista, el qual va estudiar la possibilitat de facilitar l'emigració jueva a
Palestina. En la mateixa línia, va ser una de les persones que van pensar en la viabilitat de crear un estat jueu a l'Europa de l'est.
El 1939 s'opta per la deportació massiva dels jueus alemanys a guetos habilitats a Polònia. Quan el 1942 se celebra la Conferència de Wannsee, organitzada per Heydrich, en la qual s'acorda definitivament l'anomenada "Solució Final". Eichmann, que participa en la Conferència, és encarregat de la logística de les deportacions cap als camps de concentració. Fou l'artífex de la creació dels
Judenräte ('Consells jueus'), que col·laboraven en les deportacions facilitant la identificació dels habitants dels guetos. Això es feia confeccionant la llista de persones a deportar, inventariant-ne els béns, etc.